# Carlos Castro (actor)
Carlos Castro, conocido también como Castrito (Buenos Aires, Argentina; 19 de mayo de 1913 - Mar del Plata, provincia de Buenos Aires, Argentina; 31 de enero de 1958) fue un actor de cine, teatro y televisión y  un humorista argentino de gran popularidad.

## Carrera profesional
Hijo de un matrimonio conformado por Aurora y Gregorio Castro, subió al escenario como actor profesional integrando la compañía de César Ratti en el Teatro Apolo, con diversos elencos realizó giras por el interior del país y trabajó en comedias musicales junto a Gloria Guzmán y Enrique Serrano. Durante diez años consecutivos trabajó en espectáculos de revistas en el Teatro Maipo formando un reconocido dúo cómico con Dringue Farías, con quien también filmó Dringue, Castrito y la lámpara de Aladino en 1954.
Trabajó en televisión desde los primeros años de ésta. Se recuerda su participación en el programa Revistas 1952, transmitido ese año con libro y puesta de Marcos Bronenberg,, Academia del buen oído, en 1954 junto a Dringue Farías y Pablo Palitos y, ese mismo año, el especial Corrientes está de fiesta donde actuaron diversas figuras del espectáculo. El crítico Rómulo Berruti caracteriza a Castrito como un galán cómico, es decir, un cómico capaz de subir hacia la comedia y la ironía, aún en el ejercicio del scketch y dice que fue “el mejor y más completo actor de revistas”.

## Fallecimiento
El actor cómico Carlos Castro falleció en Mar del Plata, provincia de Buenos Aires el 31 de enero de 1958 producto de una disección del aneurisma de aorta cuando había dado un paso importante en su carrera pues después de tantos años en el Teatro Maipo había sido contratado –sin Dringue Farías- por el Teatro El Nacional para encabezar una revista. Casado con Carolina del Rivero, tuvo dos hijos: Marcela nacida el 10 de agosto; y Carlos.

## Filmografía
- El sonámbulo que quería dormir    (1956)
- Dringue, Castrito y la lámpara de Aladino     (1954)
- Intermezzo criminal     (1953)
- Payaso     (1952)
- La mujer del león     (1951)
- Buenos Aires a la vista     (1950)
- Campeón a la fuerza (1950)
- Imitaciones peligrosas     (1949)
- Los secretos del buzón     (1948)
- La cumparsita     (1947)
- Romance musical     (1947) (como Castrito)
- No salgas esta noche     (1946)
- Un modelo de París     (1946)
- Llegó la niña Ramona     (1945)
- Nuestra Natacha     (1944)
- La verdadera victoria     (1944)…Mario Donovan
- Si yo fuera rica     (1941)…Muñoz
- Boina blanca     (1941)
- El hermano José     (1941)
- La hora de las sorpresas     (1941)
- Chimbela     (1939)
- La virgencita de madera     (1937)
- Poderoso caballero     (1936)

## Televisión
- 1954: Academia del buen oído. Lecciones de arte sufrido, junto con Pablo Palitos, Dringue Farías e Ignacio de Soroa.